# The Standards
The Standards è un album discografico di cover della cantante statunitense di origine cubana Gloria Estefan, pubblicato nel 2013.

## Tracce
1. Good Morning Heartache – 4:21 (Irene Higginbotham, Ervin Drake, Dan Fisher)
2. They Can't Take That Away from Me – 4:02 (George Gershwin, Ira Gershwin)
3. What A Difference A Day Makes – 3:41 (Stanley Adams, María Grever)
4. I've Grown Accustomed To His Face – 4:10 (Alan Jay Lerner)
5. Eu Sei Que Vou Te Amar – 3:35 (Antônio Carlos Jobim)
6. The Day You Say You Love Me (feat. Joshua Bell) – 4:50 (Gloria Estefan, Carlos Gardel, Alfredo Le Pedra)
7. Embraceable You – 3:58 (George Gershwin, Ira Gershwin)
8. What A Wonderful World – 4:11 (Bob Thiele, George David Weiss)
9. How Long Has This Been Going On? (feat. Dave Koz) – 4:14 (George Gershwin, Ira Gershwin)
10. Sonríe (feat. Laura Pausini) – 3:41 (John Turner, Geoffrey Parsons)
11. The Way You Look Tonight (feat. Dave Koz) – 4:06 (Dorothy Fields, Jerome Kern)
12. You Made Me Love You – 3:58 (Joseph McCarthy)
13. Young At Heart – 4:10 (Carolyn Leigh)

## Classifiche
| Paese       | Posizione più alta |
| ----------- | ------------------ |
| Paesi Bassi | 72                 |
| Spagna      | 13                 |